# Socialismo militar
Socialismo militar é uma expressão usada na Bolívia para se referir aos governos militares de David Toro (1936-1937) e Germán Busch (1937-1939).
O regime militar socialista boliviano erigiu uma aliança tripartite entre o Exército, o movimento operário e os partidos de esquerda. Uma experiência incipiente de “co-governo” com os sindicatos foi testada, com a criação do Ministério do Trabalho e da designação, para a posição deste último, do líder sindical Waldo Álvarez.
Entre as principais realizações do regime estavam a criação do Ministério do Trabalho, a criação do Ministério de Minas e Petróleo, a nacionalização da Standard Oil, a Constituição de 1938, o Código do Trabalho, a criação do Banco Mineiro e o decreto que obrigava para empresas de mineração para entregar suas moedas para o Banco Central.
No plano internacional, o regime foi atravessado por uma atmosfera antiliberal, que envolveu internamente a coexistência de marxistas a filofascistas. Ao contrário do que aconteceria uma década depois (com o surgimento do antifascismo), na Bolívia A partir da década de 1930, as fronteiras entre as diferentes figuras do “socialismo” (do nacional-socialismo ao marxismo, através do socialismo moderado), embora evidentemente existissem, não impediram que essas tendências se expressassem e lutassem para impor seus pontos de vista, dentro do mesmo espaço político moderado.
O período do governo "militarista-socialista" estendeu-se desde o golpe de estado de 17 de maio de 1936 até a morte de Germán Busch em 23 de agosto de 1939. Se tentou subsídios para minorar a inflação causada pela excessiva oferta de metal fiduciário na extração minera. Se elegeu 93 das 103.